# Henrik Boserup
Henrik Boserup (født 24. marts 1963 i København) er en dansk kok og kogebogsforfatter.
Boserup er uddannet i 1987 på Søllerød Kro. I den brede offentlighed blev han kendt som kok fra TV-programmerne Vild i varmen, Vis mig dit køleskab og Boserups Kærlighed. Han har drevet restauranterne Boserups Kærlighed, Mindship Canteena, Formel B (etableret 1997), 357 New York City og været køkkenchef på Hotel D'Angleterre.